# Seznam hradišť v Jihočeském kraji
Seznam hradišť v Jihočeském kraji obsahuje pravěká a raně středověká hradiště na území Jihočeského kraje včetně nepotvrzených objektů a objektů s nejistou lokalizací. Přestože seznam obsahuje osídlení lokality v různých obdobích pravěku a v raném středověku, neznamená to, že dané hradiště existovalo ve všech uvedených dobách. 
| Název                             | Obrázek | Kategorie Commons                                         | Lokalita                | Doba osídlení lokality / poznámka               | Souřadnice                       |
| --------------------------------- | ------- | --------------------------------------------------------- | ----------------------- | ----------------------------------------------- | -------------------------------- |
| Baba                              |         | Kategorie „Baba (hill fort)“ na Wikimedia Commons         | Hluboká nad Vltavou     | doba bronzová                                   | 49°4′29″ s. š., 14°27′7″ v. d.   |
| Bechyně                           |         | Kategorie „Bechyně Castle“ na Wikimedia Commons           | Bechyně                 | doba bronzová, halštatská, laténská a hradištní | 49°17′29″ s. š., 14°28′5″ v. d.  |
| Boudy                             |         | Kategorie „Boudy (hill fort)“ na Wikimedia Commons        | Boudy                   | doba halštatská                                 | 49°27′33″ s. š., 14°1′41″ v. d.  |
| Branišovice                       |         | Název kategorie na Wikimedia Commons nebyl zadán          | Branišovice             | doba hradištní                                  | 48°51′14″ s. š., 14°29′51″ v. d. |
| Brloh (též Žižkův vrch)           |         | Název kategorie na Wikimedia Commons nebyl zadán          | Brloh                   | doba bronzová                                   | 49°19′16″ s. š., 14°0′42″ v. d.  |
| Dívčí kámen                       |         | Kategorie „Dívčí kámen“ na Wikimedia Commons              | Mříč                    | doba bronzová                                   | 48°53′21″ s. š., 14°21′25″ v. d. |
| Doudleby                          |         | Kategorie „Doudleby (hill fort)“ na Wikimedia Commons     | Doudleby                | doba hradištní                                  | 48°53′37″ s. š., 14°30′21″ v. d. |
| Dražice                           |         | Název kategorie na Wikimedia Commons nebyl zadán          | Dražice                 | nedatované hradiště                             | 49°24′23″ s. š., 14°35′27″ v. d. |
| Holý vrch                         |         | Název kategorie na Wikimedia Commons nebyl zadán          | Albrechtice nad Vltavou | nedatované hradiště                             | 49°13′44″ s. š., 14°21′38″ v. d. |
| Hradec u Dobřejovic               |         | Kategorie „Hradec u Dobřejovic“ na Wikimedia Commons      | Dobřejovice             | doba bronzová                                   | 49°5′4″ s. š., 14°28′55″ v. d.   |
| Hradec u Nemětic                  |         | Kategorie „Hradec u Nemětic“ na Wikimedia Commons         | Němětice                | doba halštatská a hradištní                     | 49°11′33″ s. š., 13°53′7″ v. d.  |
| Hradec u Nuzic                    |         | Název kategorie na Wikimedia Commons nebyl zadán          | Nuzice                  | pravěk, doba hradištní                          | 49°16′41″ s. š., 14°27′42″ v. d. |
| Hradec u Řepice                   |         | Kategorie „Hradec u Řepice“ na Wikimedia Commons          | Řepice                  | doba hradištní                                  | 49°17′19″ s. š., 13°55′21″ v. d. |
| Hrádek nad Podedvorským mlýnem    |         | Název kategorie na Wikimedia Commons nebyl zadán          | Dvory                   | nedatované hradiště                             | 49°2′1″ s. š., 13°56′46″ v. d.   |
| Hradec u Kaplice                  |         | Název kategorie na Wikimedia Commons nebyl zadán          | Hradiště                | nedatované hradiště                             | 48°44′23″ s. š., 14°32′24″ v. d. |
| Hradiště u Libětic                |         | Kategorie „Libětice (hill fort)“ na Wikimedia Commons     | Libětice                | doba halštatská a hradištní                     | 49°13′13″ s. š., 13°52′27″ v. d. |
| Chlum                             |         | Název kategorie na Wikimedia Commons nebyl zadán          | Chlum                   | nedatované hradiště                             | 48°48′20″ s. š., 14°29′40″ v. d. |
| Chrobkov                          |         | Název kategorie na Wikimedia Commons nebyl zadán          | Bežerovice              | doba hradištní                                  | 49°18′9″ s. š., 14°29′37″ v. d.  |
| Chřešťovice                       |         | Název kategorie na Wikimedia Commons nebyl zadán          | Chřešťovice             | doba bronzová                                   | 49°20′1″ s. š., 14°17′42″ v. d.  |
| Chýnov                            |         | Název kategorie na Wikimedia Commons nebyl zadán          | Chýnov                  | doba hradištní                                  | 49°24′18″ s. š., 14°48′45″ v. d. |
| Jáma                              |         | Název kategorie na Wikimedia Commons nebyl zadán          | Jáma                    | doba halštatská a hradištní                     | 48°57′54″ s. š., 14°8′2″ v. d.   |
| Jaronín                           |         | Název kategorie na Wikimedia Commons nebyl zadán          | Jaronín                 | doba halštatská                                 | 48°56′16″ s. š., 14°12′34″ v. d. |
| Jindřichův Hradec                 |         | Kategorie „Jindřichův Hradec Castle“ na Wikimedia Commons | Jindřichův Hradec       | doba hradištní                                  | 49°8′32″ s. š., 15°0′2″ v. d.    |
| Kladenské Rovné                   |         | Název kategorie na Wikimedia Commons nebyl zadán          | Kladenské Rovné         | nedatované hradiště                             | 48°47′42″ s. š., 14°12′23″ v. d. |
| Kněží hora                        |         | Název kategorie na Wikimedia Commons nebyl zadán          | Katovice                | doba hradištní                                  | 49°16′53″ s. š., 13°48′39″ v. d. |
| Kořenský vrch                     |         | Název kategorie na Wikimedia Commons nebyl zadán          | Neznašov                | nedatované hradiště                             | 49°14′36″ s. š., 14°22′56″ v. d. |
| Kozí vrch                         |         | Název kategorie na Wikimedia Commons nebyl zadán          | Neznašov                | doba bronzová                                   | 49°14′11″ s. š., 14°22′5″ v. d.  |
| Kuklov                            |         | Název kategorie na Wikimedia Commons nebyl zadán          | Kuklov                  | doba hradištní                                  | 48°55′40″ s. š., 14°11′42″ v. d. |
| Láz                               |         | Název kategorie na Wikimedia Commons nebyl zadán          | Radomyšl                | doba halštatská a laténská                      | 49°21′37″ s. š., 13°54′31″ v. d. |
| Litoradlice                       |         | Kategorie „Litoradlice (hill fort)“ na Wikimedia Commons  | Litoradlice             | doba halštatská a hradištní                     | 49°9′56″ s. š., 14°26′56″ v. d.  |
| Na Hradci                         |         | Název kategorie na Wikimedia Commons nebyl zadán          | Koloděje nad Lužnicí    | doba hradištní                                  | 49°15′14″ s. š., 14°25′6″ v. d.  |
| Netolice                          |         | Kategorie „Netolice (hill fort)“ na Wikimedia Commons     | Netolice                | doba hradištní                                  | 49°3′6″ s. š., 14°12′10″ v. d.   |
| Nevězice                          |         | Kategorie „Nevězice (oppidum)“ na Wikimedia Commons       | Nevězice                | doba laténská                                   | 49°28′3″ s. š., 14°10′5″ v. d.   |
| Obří hrad                         |         | Kategorie „Obří hrad“ na Wikimedia Commons                | Nicov                   | doba halštatská a laténská                      | 49°6′13″ s. š., 13°35′30″ v. d.  |
| Opalice                           |         | Název kategorie na Wikimedia Commons nebyl zadán          | Opalice                 | doba bronzová a halštatská                      | 48°53′53″ s. š., 14°24′32″ v. d. |
| Orlík nad Vltavou                 |         | Název kategorie na Wikimedia Commons nebyl zadán          | Orlík nad Vltavou       | doba halštatská a laténská                      | 49°30′39″ s. š., 14°10′29″ v. d. |
| Písecká Smoleč                    |         | Název kategorie na Wikimedia Commons nebyl zadán          | Písecká Smoleč          | doba bronzová a hradištní                       | 49°18′27″ s. š., 14°19′42″ v. d. |
| Písek (Hradiště, Hradišťský vrch) |         | Název kategorie na Wikimedia Commons nebyl zadán          | Hradiště                | doba bronzová                                   | 49°18′17″ s. š., 14°7′15″ v. d.  |
| Raciberk                          |         | Název kategorie na Wikimedia Commons nebyl zadán          | Boletice                | doba bronzová, halštatská a laténská            | 48°49′9″ s. š., 14°13′45″ v. d.  |
| Skočický hrad                     |         | Název kategorie na Wikimedia Commons nebyl zadán          | Skočice                 | doba bronzová a halštatská                      | 49°10′8″ s. š., 14°5′38″ v. d.   |
| Slavňovice                        |         | Název kategorie na Wikimedia Commons nebyl zadán          | Slavňovice              | nedatované hradiště                             | 49°22′49″ s. š., 14°31′42″ v. d. |
| Svákov                            |         | Kategorie „Svákov (hill fort)“ na Wikimedia Commons       | Soběslav                | doba halštatská a hradištní                     | 49°16′2″ s. š., 14°41′34″ v. d.  |
| Třísov                            |         | Kategorie „Oppidum Třísov“ na Wikimedia Commons           | Třísov                  | doba laténská                                   | 49°28′1″ s. š., 14°10′6″ v. d.   |
| U Svaté Anny                      |         | Název kategorie na Wikimedia Commons nebyl zadán          | Týn nad Vltavou         | doba bronzová                                   | 49°13′39″ s. š., 14°23′27″ v. d. |
| Velký hrádeček                    |         | Název kategorie na Wikimedia Commons nebyl zadán          | Třebanice               | doba halštatská                                 | 49°0′55″ s. š., 14°8′43″ v. d.   |
| Věnec                             |         | Název kategorie na Wikimedia Commons nebyl zadán          | Zálezly                 | doba halštatská a laténská                      | 49°5′58″ s. š., 13°52′6″ v. d.   |
| Vrcovice                          |         | Název kategorie na Wikimedia Commons nebyl zadán          | Vrcovice                | starší a střední doba bronzová                  | 49°20′16″ s. š., 14°9′37″ v. d.  |
| Zámek                             |         | Název kategorie na Wikimedia Commons nebyl zadán          | Třebohostice            | doba halštatská                                 | 49°19′54″ s. š., 13°50′5″ v. d.  |
| Zlivice                           |         | Název kategorie na Wikimedia Commons nebyl zadán          | Zlivice                 | doba halštatská a laténská                      | 49°22′13″ s. š., 14°6′ v. d.     |
| Zvíkov                            |         | Název kategorie na Wikimedia Commons nebyl zadán          | Zvíkovské Podhradí      | doba bronzová, halštatská a laténská            | 49°26′22″ s. š., 14°11′31″ v. d. |